# Mika Sugimoto
Mika Sugimoto –en japonés, 杉本 美香– (Itami, 27 de agosto de 1984) es una deportista japonesa que compitió en judo.
Participó en los Juegos Olímpicos de Londres 2012, obteniendo una medalla de plata en la categoría de +78 kg. En los Juegos Asiáticos de 2010 consiguió una medalla de oro.
Ganó cinco medallas en el Campeonato Mundial de Judo entre los años 2008 y 2011, y cuatro medallas en el Campeonato Asiático de Judo entre los años 2004 y 2008.

## Palmarés internacional
| Juegos Olímpicos    | Juegos Olímpicos           | Juegos Olímpicos  | Juegos Olímpicos |
| Año                 | Lugar                      | Medalla           | Categoría        |
| ------------------- | -------------------------- | ----------------- | ---------------- |
| 2012                | Londres (Reino Unido)      | Medalla de plata  | +78 kg           |
| Campeonato Mundial  |                            |                   |                  |
| Año                 | Lugar                      | Medalla           | Categoría        |
| 2008                | Levallois-Perret (Francia) | Medalla de bronce | Abierta          |
| 2010                | Tokio (Japón)              | Medalla de oro    | +78 kg           |
| 2010                | Tokio (Japón)              | Medalla de oro    | Abierta          |
| 2011                | París (Francia)            | Medalla de bronce | +78 kg           |
| 2011                | Tiumén (Rusia)             | Medalla de bronce | Abierta          |
| Juegos Asiáticos    |                            |                   |                  |
| Año                 | Lugar                      | Medalla           | Categoría        |
| 2010                | Cantón (China)             | Medalla de oro    | +78 kg           |
| Campeonato Asiático |                            |                   |                  |
| Año                 | Lugar                      | Medalla           | Categoría        |
| 2004                | Almatý ( Kazajistán)       | Medalla de plata  | Abierta          |
| 2005                | Taskent (Uzbekistán)       | Medalla de oro    | +78 kg           |
| 2005                | Taskent (Uzbekistán)       | Medalla de oro    | Abierta          |
| 2008                | Jeju (Corea del Sur)       | Medalla de oro    | Abierta          |